# Torrenticola nigroalba
Torrenticola nigroalba är en kvalsterart som beskrevs av Herbert Habeeb 1955. Torrenticola nigroalba ingår i släktet Torrenticola och familjen Torrenticolidae. Inga underarter finns listade i Catalogue of Life.